# Somatidia grandis
Somatidia grandis là một loài bọ cánh cứng trong họ Cerambycidae.